# ميركا فافرينيتش
ميركا فافرينيتش (بالإنجليزية: Miroslava Vavrinec)‏ هي لاعبة تنس سلوفاكية سابقة. المشهورة بميركا.. وزوجة روجر فيدرير. ولدت في الأول من أبريل لعام 1978.. لاعبه تنس سابقه. اعتزلت اللعبة عام 2002 بعد اصابة في القدم وهي بعمر 24 سنه فقط.ولدت في سلوفاكيا وهاجرت مع عائلتها إلى سويسرا عندما كانت بعمر سنتان فقط وحاليا والداها يعملان في المجوهرات ويقيمون في تشافهوسان. تعرفت على التنس بسبب الاعبه مارتينا نافراتيلوفا التي التقت بها في بطولة فيلدرشتات في ألمانياعندما جاءت للمشاهده مع والدها ونافرتيلوفا هي من رتبت لها أول درس في التنس.

## لقاء روجر
التقى روجر بـ ميركا أثناء الألعاب الأولمبيه في سدني عندما كان كلاهما يمثلان سويسرا. روجر لم يكن معروفا ولا يملك في رصيده أي بطوله. التقى بها وهو بعمر 19 سنه ونصف وهي أكبر منه بـ 3 سنوات. يقول روجر «هي حولتني تقريباً من ولد إلى رجل».ميركا ساعدت بشكل كبير في نجاح روجر في الرياضة والحياه عموما فهي تعمل كـ مديره أعماله وتحضر جميع مبارياته مما يعطي دافع كبير لروجر ودعم نفسي رائع. يمكننا القول بأنها الجندي المجهول خلف الكواليس. ميركا تعمل بشكل غير محدود تحضر المباريات وتنسق اللقاءات مع الإعلام وتهتم بمظهر روجر دائما ولها الفضل الأكبر في جعل روجر رمز عالمي لـ الأناقة داخل وخارج الملاعب. روجر يقدّر كل هذا فهو يحضر مع ميركا عروض الأزياء عندما يملك وقت فراغ.. ويذهب معها للتسوق يفعل ما يستطيعه ليعطيها كما تعطيه خلفيه ميركا كـ لاعبه تنس كان لها دور كبير في التوافق بينهما بعد قرابة التسع سنوات عاشها فيدرير معها جاء اليوم المشهود بـ اعلان الزواج رسمياً وجائت النهاية السعيده في 11- 4 - 2009.

## مشوارها في البطولات الاربع الكبرى لفردي السـيدات
| بطولات الغراند سلام |     |     |     |     |
| أستراليا المفتوحة   | A   | 2R  | 2R  | 2–2 |
| فرنسا المفتوحة      | 1R  | 1R  | 1R  | 0–3 |
| ويمبلدون            | A   | 1R  | 1R  | 0–2 |
| أمريكا المفتوحة     | A   | 1R  | 3R  | 2–2 |
| الفوز-الخسارة       | 0–1 | 1–4 | 3–4 | 4–9 |

## نهائيات بطولة اتحاد الدولي لكرة المضرب ITF

### نهائيات الفردي: 13 (3–10)
| $100,000 جوائز البطولة |
| $75,000 جوائز البطولة  |
| $50,000 جوائز البطولة  |
| $25,000 جوائز البطولة  |
| $10,000 جوائز البطولة  |

| النتيجة       | مرات المشاركة. | التاريخ           | البطولة                       | ارضية الملعب | الخصم             | النتيجة       |
| ------------- | -------------- | ----------------- | ----------------------------- | ------------ | ----------------- | ------------- |
| المركز الثاني | 1.             | 12 September 1994 | كلوج نابوكا، Romania          | ترابية       | أدريانا جرسي      | 2–6, 1–6      |
| المركز الثاني | 2.             | 23 January 1995   | باشتاد، Sweden                | صلبة         | Katalin Miskolczi | 6-1 2-6 5-7   |
| الفائز        | 3.             | 8 March 1997      | تل أبيب، Israel               | صلبة         | Natalie Cahana    | 6–3, 7–6      |
| المركز الثاني | 4.             | 2 June 1997       | بيطوم، Poland                 | ترابية       | Jana Pospisilova  | 6-7 7-6 1-6   |
| الفائز        | 5.             | 22 June 1997      | Klosters-Serneus, Switzerland | ترابية       | Evelyn Fauth      | 4–6, 7–5, 6–2 |
| المركز الثاني | 6.             | 30 June 1997      | لوهيا، Finland                | ترابية       | ماريا بيرسون ‏     | 6-3 4-6 3-6   |
| المركز الثاني | 7.             | 12 January 1998   | Delray Beach, United States   | صلبة         | Louise Latimer    | 2-6 0-6       |
| المركز الثاني | 8.             | 18 January 1999   | Boca Raton, United States     | صلبة         | Stephanie Chi     | 1-6 3-6       |
| الفائز        | 9.             | 31 January 1999   | Clearwater, United States     | صلبة         | إلينا جيدكوفا     | 6–0, 7–6      |
| المركز الثاني | 10.            | 8 February 1999   | Rockford, United States       | صلبة         | Samantha Smith    | 4-6 4-6       |
| المركز الثاني | 11.            | 15 March 1999     | Noda, Japan                   | صلبة         | شينوبو أساغوي     | 5-7 4-6       |
| المركز الثاني | 12.            | 30-Aug-1999       | Huixquilucan, Mexico          | صلبة         | فانيسا ويب        | 6-1 4-6 6-7   |
| المركز الثاني | 13.            | 14-Aug-1999       | إسطنبول، Turkey               | صلبة         | تاتيانا بربينيس   | 4-6 3-6       |

### الزوجي: 4 (1–3)
| $100,000 جوائز البطولة |
| $75,000 جوائز البطولة  |
| $50,000 جوائز البطولة  |
| $25,000 جوائز البطولة  |
| $10,000 جوائز البطولة  |

| النتيجة       | مرات المشاركة. | التاريخ         | البطولة                 | ارضية الملعب | الشريك           | الخصم                               | النتيجة     |
| ------------- | -------------- | --------------- | ----------------------- | ------------ | ---------------- | ----------------------------------- | ----------- |
| الفائز        | 1.             | 18 October 1993 | Langenthal, Switzerland | سـجاد        | Nathalie Tschan  | Anne De Gioanni Heidi Sprung        | 6-4 4-6 6-1 |
| المركز الثاني | 2.             | 25 October 1993 | يورمالا، Latvia         | صلبة         | ألكساندرا أولسزا | Natalia Bondarenko إيلينا تاتاركوفا | 6-7 2-6     |
| المركز الثاني | 3.             | 19 May 1997     | بريكسن، Austria         | ترابية       | Luciana Masante  | كارولين شنايدر باتريشيا وارتوش      | 3-6 0-6     |
| المركز الثاني | 4.             | 1 June 1998     | طشقند، Uzbekistan       | صلبة         | Larissa Schaerer | Melissa Mazzotta فابيولا زولاغا     | 2-6 1-6     |

## وصلات خارجية
- ميركا فافرينيتش على موقع رابطة محترفات التنس (الإنجليزية)
- ميركا فافرينيتش على موقع الاتحاد الدولي لكرة المضرب (الإنجليزية)
- ميركا فافرينيتش على موقع كأس بيلي جين كينغ (الإنجليزية)
- ميركا فافرينيتش على موقع خلاصة التنس.كوم (الإنجليزية)
- ميركا فافرينيتش على موقع أوليمبيديا (الإنجليزية)

- Miroslava Vavrinec على موقع رابطة محترفات كرة المضرب
- ميركا فافرينيتش في موقع الاتحاد الدولي لكرة المضرب